# Централна Ютландия
Централна Ютландия (на датски: Midtjylland) е една от 5-те административни области на Дания. Обхваща централната част на Ютланд. Населението ѝ е 1 320 678 души (по приблизителна оценка за януари 2019 г.), а площта 13 053 кв. км. Намира се в часова зона UTC+1. Създадена е на 1 януари 2007 г.

## Значителни градове
- Орхус
- Ранерс
- Силкеборг
- Скандерборг
- Виборг
- Холстебро
- Рингкьобинг